# Apple Venus Volume 1
Az 1999-es Apple Venus Volume 1 az XTC tizenkettedik nagylemeze. A brit albumlistán a 42. helyig jutott. Akárcsak a két előző album esetében, az Apple Venus Volume 1 címe is az előző album egyik dalából ered (ez esetben a Nonsuch Then She Appeared számából).
2002-ben az XTC kiadta a lemez instrumentális változatát Instruvenus címmel. Ez az utolsó XTC-album, amelyen Dave Gregory az együttes tagjakánt szerepel. Ő a rögzítés alatt lépett ki az XTC-ből.
Az album szerepel az 1001 lemez, amit hallanod kell, mielőtt meghalsz című könyvben.

## Az album dalai
|     | Cím                      | Szerző(k)      | Hossz |
| --- | ------------------------ | -------------- | ----- |
| 1.  | River of Orchids         | Andy Partridge | 5:53  |
| 2.  | I'd Like That            | Partridge      | 3:50  |
| 3.  | Easter Theatre           | Partridge      | 4:37  |
| 4.  | Knights in Shining Karma | Partridge      | 3:39  |
| 5.  | Frivolous Tonight        | Colin Moulding | 3:10  |
| 6.  | Greenman                 | Partridge      | 6:17  |
| 7.  | Your Dictionary          | Partridge      | 3:14  |
| 8.  | Fruit Nut                | Moulding       | 3:01  |
| 9.  | I Can't Own Her          | Partridge      | 5:26  |
| 10. | Harvest Festival         | Partridge      | 4:15  |
| 11. | The Last Balloon         | Partridge      | 6:40  |

## Közreműködők

### XTC
- Dave Gregory – zongora, billentyűk, billentyűk programozása, gitár, háttérvokál
- Colin Moulding – ének, basszusgitár
- Andy Partridge – ének, gitár, billentyűk programozása

### További zenészek
- Mike Batt – zenekar hangszerelése (Greenman és I Can't Own Her)
- Haydn Bendall – billentyűk
- Guy Barker – trombita és szárnykörtszóló a The Last Balloon-on
- Nick Davis – billentyűk
- Prairie Prince – dob, ütőhangszerek
- Steve Sidwell – trombitaszóló az Easter Theatre-ön
- The London Sessions Orchestra – zenekar; vezető Gavin Wright

### Produkció
- Haydn Bendall – producer, hangmérnök
- Nick Davis – producer, hangmérnök, keverés
- Simon Dawson – keverőasszisztens
- Alan Douglas – rögzítés
- Barry Hammond – rögzítés
- Tim Young – mastering

## Fordítás
Ez a szócikk részben vagy egészben az Apple Venus Volume 1 című angol Wikipédia-szócikk ezen változatának fordításán alapul.  Az eredeti cikk szerkesztőit annak laptörténete sorolja fel. Ez a jelzés csupán a megfogalmazás eredetét és a szerzői jogokat jelzi, nem szolgál a cikkben szereplő információk forrásmegjelöléseként.